# Жешувский университет

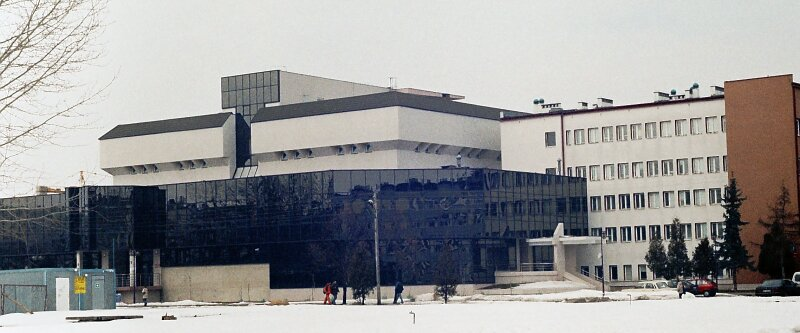
Библиотека Жешувского университета

Жешувский университет (пол. Uniwersytet Rzeszowski) — университет в Жешуве, который является крупнейшим учебным заведением юго-восточной Польши.

## История
Университет основан 1 сентября 2001 года слиянием филиала Университета Марии Склодовской-Кюри в Люблине, Высшего педагогического института в Жешуве и Экономического департамента Академии земледелия Гуго Коллонтай в Кракове. Первым ректором университета стал профессор Тадеуш Люлек.
В университете работают 1300 сотрудников и обучается более 16 000 студентов. Жешувский университет может присуждать степень доктора философии по агрономии, археологии, истории, лингвистике и научную степень кандидата наук по таким 13 дисциплинам: агрономия, археология, биология, декоративное искусство, история, литература, лингвистика, медицина, педагогика, социология, физика, философия, экономика. Работает 50 аспирантских программ и 66 направлений для последипломного образования. На базе университета работает 12 научно-исследовательских центров и 5 студенческих общежитий. Университет сотрудничает с высшими учебными заведениями Украины, с 2015 года введён международный обмен студентами с Государственным университетом Кеннесо и Назаретским колледжем в Рочестере с 2017 года университет реализует с 16-ю украинскими и 9-ю китайскими университетами программу Erasmus+.

## Факультеты
Факультет биологии и сельского хозяйства: создан в 2005 году, проводит подготовку по специальностям: ландшафтная архитектура, биология, защита окружающей среды, сельское хозяйство, пищевые технологии и питание человека. Имеет право присуждать такие учёные степени как доктор биологических наук и кандидат сельскохозяйственных наук.
Факультет биотехнологий преобразован из Института биотехнологии, работавшего с 2002 года. Возник как единица в 2017/2018 учебном году, проводит обучение в области аналитической, медицинской и молекулярной биотехнологии. Факультет сотрудничает с университетом Кейптауна, Центром молекулярной генетики и лабораторией Cellulaire во Франции, а также с виднейшими польскими институтами.
Экономический факультет — изучает бизнес-процессы, региональную и местную экономику, европейскую экономическую интеграцию, бухгалтерский учёт.
Филологический факультет, работает с 2001 года, изучаются польская филология, иностранная филология (русская, немецкая и английская), журналистика и прикладная лингвистика. Присуждаемые степени — доктор гуманитарных наук в области литературы, лингвистики, литературоведения.
Факультет математики и естественных наук работает с 2001 года, изучается физика и техническая физика, IT и информационные технологии, математика, информатика, материаловедение, мехатроника, технология производства, техника безопасности, IT и эконометрика. Факультет может присуждать степени доктора физических наук в области физики.
Медицинский факультет создан в 2004 году, присуждает степень доктора медицинских наук, обучает по специальностям: диетология, физиотерапия, электрорадиология, общая медицина, уход за больными (сестринское дело), акушерство, социальная гигиена, скорая помощь.
Музыкальный факультет создан в 2014 году, предоставляет художественное образование в области музыки (ритмика для школьников и дошкольников, сценическая музыка, хоровое пение), инструментальное отделение (гитара, пианино, аккордеон, орган), отделение джаз и поп-музыки для вокалистов и инструменталистов.
Педагогический факультет, присуждающий учёную степень доктора социальных наук в области педагогики. Работает с 2001 года, имеет два направления обучения — педагогика и семейные науки (междисциплинарные исследования в области семьи и брака).
Факультет управления и права, созданный в 2001 году, обучает по двум специальностям: юриспруденция и управление. В 2013 году факультет в рейтинге Министерства юстиции Польши занимал 3-е место.
Историко-социологический факультет фактически работает с 1994 года, обучает по таким специальностям: археология, история, социология, политология, культурология, социальная работа, философия, музееведение, историко-культурный туризм. Могут присуждаться степени доктора гуманитарных наук в области истории, философии, археологии, социологии.
Факультет искусств предлагает обучение изобразительному искусству и графике.
Факультет физического образования проводит набор по специальностям: физическое воспитание, туризм и отдых.

## Награды
- 2014 год — «Инновационность 2014», польская награда, присуждена за комплекс Залесье на Конгрессе польского предпринимательства.
- 2014 год — «Наивысшее качество Quality International 2014», конкурс под патронатом Министерства инфраструктуры и развития. Награду получил научно-дидактический центр нанотехнологий и электроники Жешувского университета.
- 2015 год — «Наивысшее качество Quality International 2015», золотая медаль в конкурсе за деятельность природно-медицинского центра инновационных исследований.
- 2017 год — Research Impact Leadres Award от Elsevier в области наук про жизнь, сельскохозяйственных и гуманитарных наук.[5]

## Почётные доктора университета
- 2005 год — Иоанн Павел II
- 2007 год — Юзеф Шайна
- 2008 год — Марек Гедль
- 2010 год — Ежи Вырозумский
- 2012 год — Веслав Мысливский